# Fritz Römer (Zoologe)

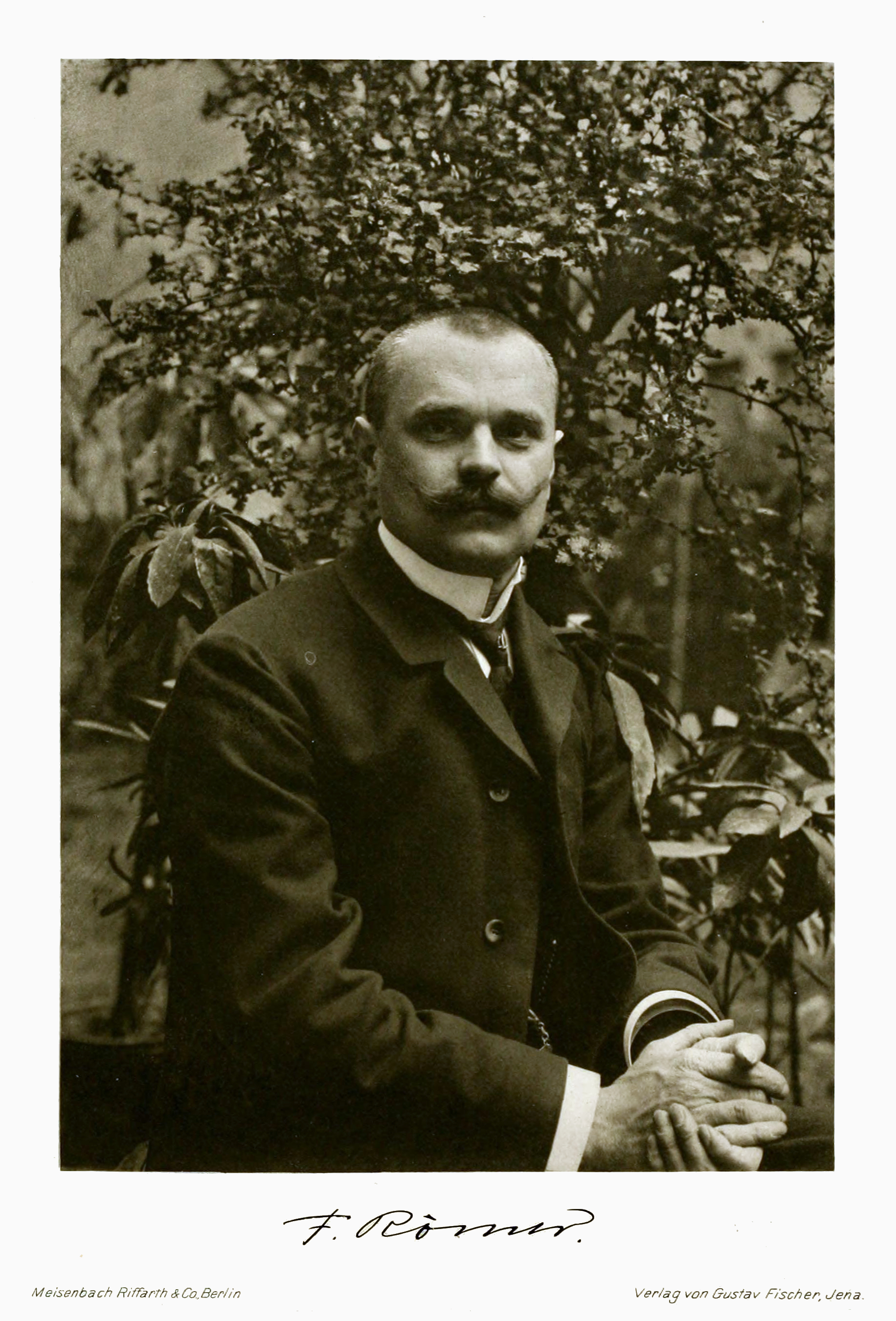
Fritz Römer

Hermann Joseph Fritz Römer (* 10. April 1866 in Moers; † 20. März 1909 in Frankfurt am Main) war ein deutscher Zoologe.

## Leben
Fritz Römer besuchte das Gymnasium in Herford, das er 1888 erfolgreich abschloss. Anschließend leistete er seinen Militärdienst als Einjährig-Freiwilliger ab und begann 1889 an der Universität Jena ein Studium der Naturwissenschaften mit dem Schwerpunkt Zoologie. Nachdem er mit der Arbeit Über den Bau und die Entwickelung des Panzers der Gürteltiere promoviert worden war, wurde er am 1. Oktober 1892 Assistent Ernst Haeckels am Zoologischen Institut der Universität Jena. Haeckel bezeichnete ihn später als den „besten, fähigsten und gewissenhaftesten von allen Assistenten“, die er je gehabt habe. Römer beschäftigte sich in Jena vorrangig mit den Haut- und Haarbildungen der Wirbeltiere.
Am 21. April 1898 wechselte er als Assistent an das Zoologische Museum in Berlin, wo er die Crustaceen-Sammlung betreute. Im Sommer 1898 unternahm Römer mit Fritz Schaudinn eine wissenschaftliche Expedition in das Nördliche Eismeer auf dem zu diesem Zweck gecharterten Fischdampfer Helgoland. Die Helgoland-Expedition war von ihrem Leiter Theodor Lerner zunächst als Jagdausflug geplant worden, bekam durch die Teilnahme der beiden Zoologen aber einen wissenschaftlichen Charakter. Es gelang, Spitzbergen zu umrunden und König-Karl-Land zu erreichen. Die reiche zoologische Ausbeute gab Anlass zur Herausgabe der Fauna Arctica, einer zusammenfassenden Darstellung der gesamten arktischen Tierwelt in sechs Bänden. Römer selbst behandelte darin die Staatsquallen (Band 2) und die Rippenquallen (Band 3).
1899 holte Willy Kükenthal den fähigen Kustos an das Zoologische Institut der Universität Breslau, wo die umfangreichen Sammlungen des Zoologischen Museums einer Neuordnung bedurften, aber bereits am 1. November 1900 trat Römer eine neu geschaffene Stelle als Kustos am Senckenberg-Museum in Frankfurt am Main an. Für die Senckenbergische Naturforschende Gesellschaft, die den Neubau des Museums plante, nahm er die damit verbundene vollständige Reorganisation ihrer Sammlungen vor. Mit der Eröffnung des neuen Senckenberg-Museums im Jahre 1907 wurde er dessen erster Direktor.
Römer war verheiratet und hatte eine Tochter.

## Schriften (Auswahl)
- Fritz Römer: Über den Bau und die Entwickelung des Panzers der Gürteltiere. Inauguraldissertation, Jena 1893
- Fritz Römer und Fritz Schaudinn (Hrsg.): Fauna Arctica. Eine Zusammenstellung der arktischen Tierformen mit besonderer Berücksichtigung des Spitzbergen-Gebietes auf Grund der Ergebnisse der Deutschen Expedition in das nördliche Eismeer im Jahre 1898. 6 Bände, Gustav Fischer, Jena 1900–1933
- Fritz Römer: Die Siphonophoren. ebenda, Band 2, 1901, S. 169–184
- Fritz Römer: Die Ctenophoren. ebenda, Band 3, 1903, S. 65–90